# Sarcolobus oblongus
Sarcolobus oblongus är en oleanderväxtart som beskrevs av R.E. Rintz. Sarcolobus oblongus ingår i släktet Sarcolobus och familjen oleanderväxter. Inga underarter finns listade i Catalogue of Life.